# LK II

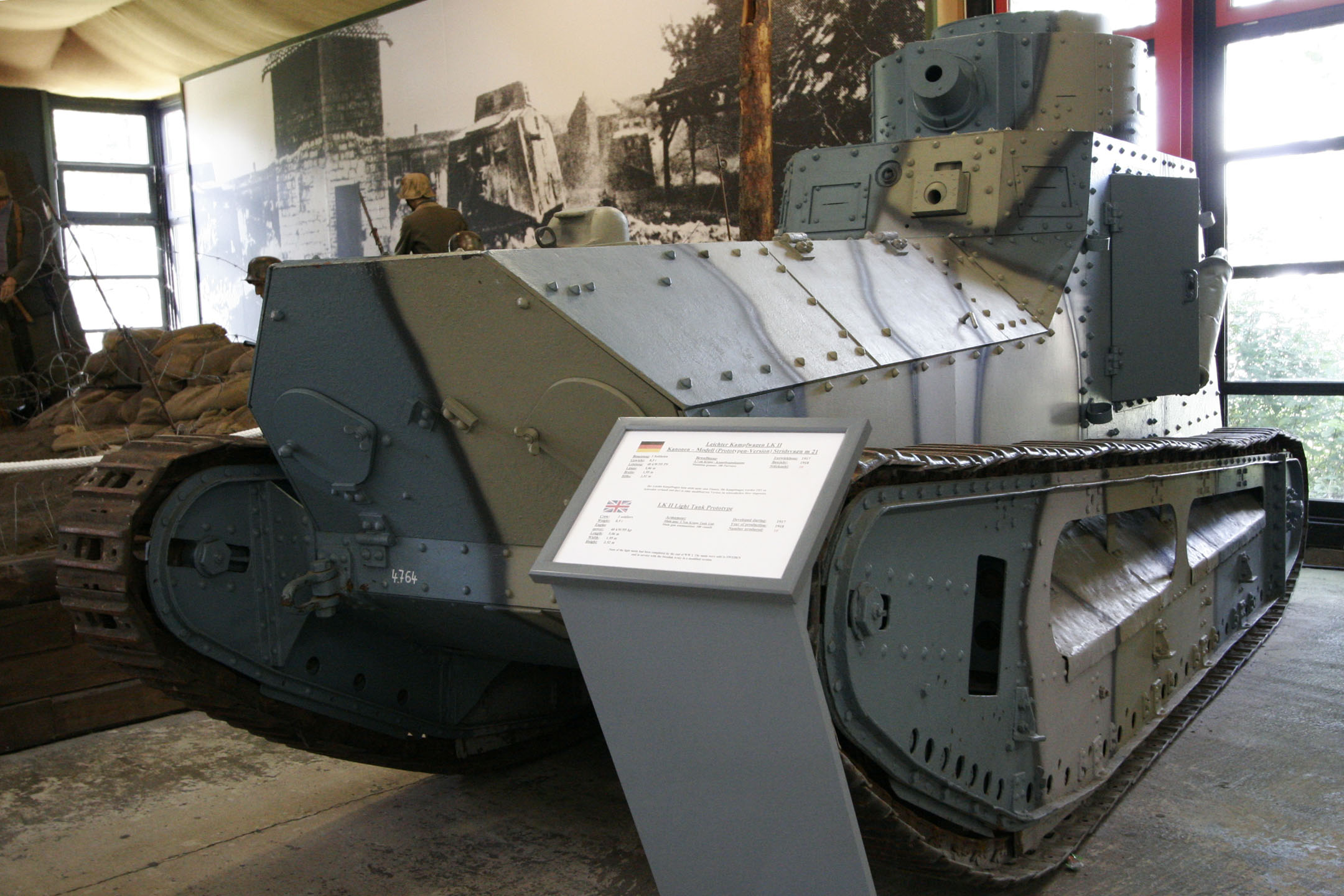
El LK II

El Leichter Kampfwagen II (en llengua anglesa light combat car) o "LK II" va ser un nou model del LK I amb el mateix aspecte, però s'incorporava una torreta rotatòria i estava armat amb una Krupp de 37mm o un Sokol rus de 57mm. Tenia un blindatge de 8 a 14mm de gruix, que va incrementar el pes total a 8,75 tones. El motor era un Daimler-Benz Model 1910 4-cilindres 55-60hp a gasolina, donant una velocitat màxima de 14 a 18 km/h amb una autonomia de 65-70 km.